# خلاصةالافکار
خلاصةالافکار تذکره‌ای عمومی از ابوطالب‌خان تبریزی اصفهانی است. تبریزی آن را میان سال‌های ۱۲۰۵ تا ۱۲۰۷ ه‍.ق نوشته‌است. این کتاب شرح حالی دربارهٔ ۴۹۲ شاعر را دربرمی‌گیرد.